# 新伊皮舒納

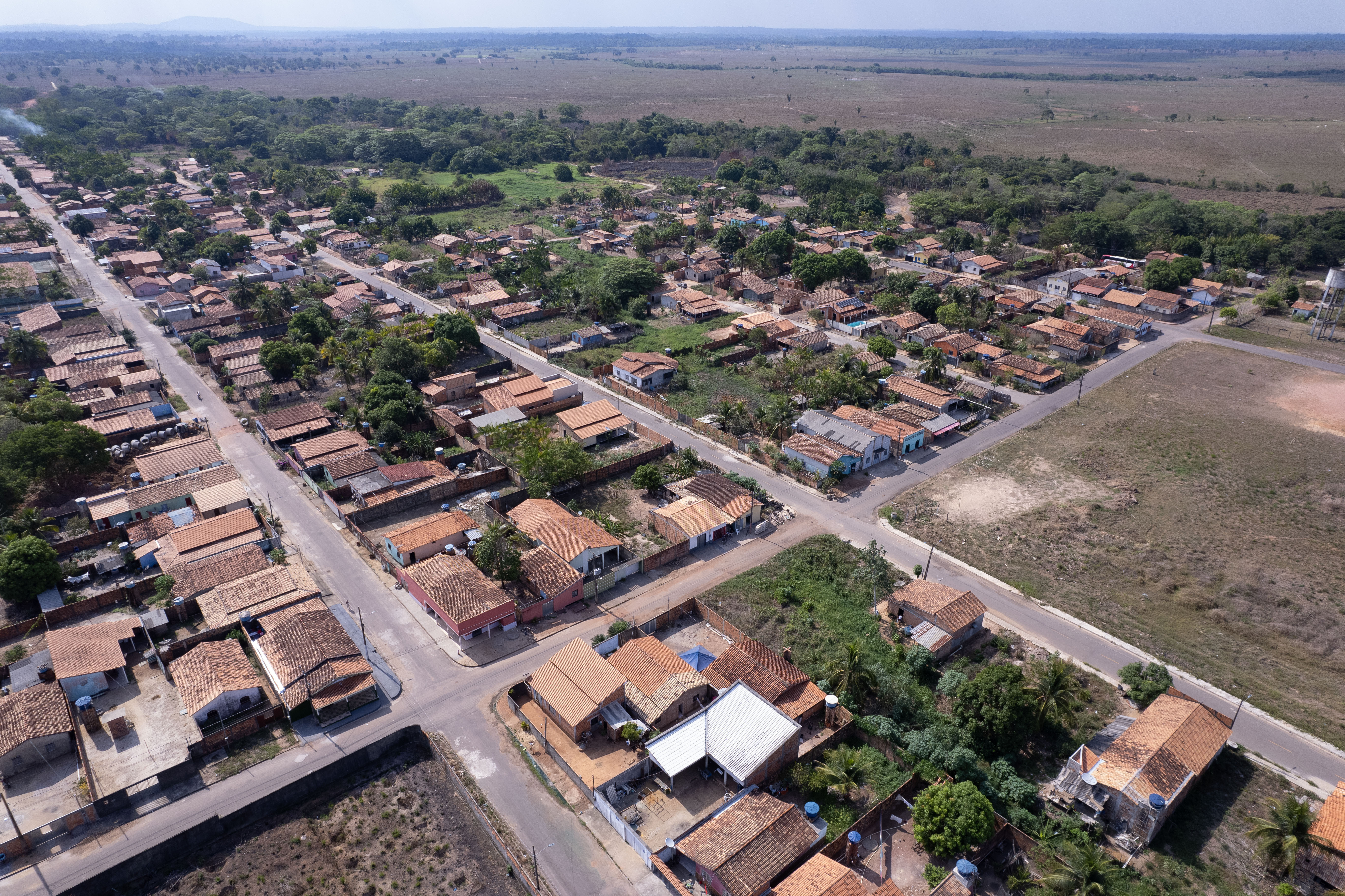
新伊皮舒納

新伊皮舒納（葡萄牙語：Nova Ipixuna），是巴西的城鎮，位於該國北部，由帕拉州負責管轄，始建於1993年10月20日，面積1,600平方公里，海拔高度118米，2012年人口15,065，人口密度每平方公里9.41人。